# Suctobelbella shironeseta
Suctobelbella shironeseta är en kvalsterart som beskrevs av K. Fujikawa 2004. Suctobelbella shironeseta ingår i släktet Suctobelbella och familjen Suctobelbidae. Inga underarter finns listade i Catalogue of Life.